# Die Geschichte vom weinenden Kamel
Die Geschichte vom weinenden Kamel ist ein deutscher Dokumentarfilm aus dem Jahr 2003. Buch und Regie stammen von der aus der Mongolei stammenden Regisseurin Byambasuren Davaa und dem italienischen Regisseur und Kameramann Luigi Falorni. Beide studierten damals an der Hochschule für Fernsehen und Film München, die den Film in Zusammenarbeit mit dem Bayerischen Rundfunk (BR) und gefördert durch den FilmFernsehFonds Bayern (FFFB) produzierte.

## Handlung
Der Film erzählt die Geschichte einer Nomadenfamilie, die mit ihrer Schafherde in der Wüste Gobi lebt, und eines neu geborenen weißen Kamels, das von seiner Mutter verstoßen wurde. Durch eine Pferdekopfgeige wird die Kamelmutter in einem Hoos-Ritual dazu gebracht, ihr Junges doch anzunehmen.

## Uraufführung
Der Film erlebte seine Erstaufführung auf dem Filmfest München.

## Kritiken
Es handelt sich um eine „Märchenhafte Geschichte,“ meint das Lexikon des internationalen Films, „halb dokumentarisch, halb inszeniert, die mit betörenden Bildern von der Wüste in langsamem Tempo erzählt wird. Dabei geht es auch um die Menschen in einer verlassenen Gegend, die zwischen Tradition und Fortschritt ihren Weg in die Zukunft suchen.“

## Auszeichnungen
Der Film erhielt zahlreiche Auszeichnungen. So wurden die Regisseure von der Gilde der amerikanischen Regisseure für die beste Dokumentation des Jahres ausgezeichnet. Bei der Oscarverleihung 2005 war der Film in der Kategorie Bester Dokumentarfilm nominiert.
Die Deutsche Film- und Medienbewertung FBW in Wiesbaden verlieh dem Film das Prädikat besonders wertvoll.